# Paul Scharfe
Paul Scharfe (* 6. September 1876 in Danzig; † 29. Juli 1942 in Starnberg) war ein deutscher Offizier, zuletzt in der Zeit des Nationalsozialismus ein SS-Obergruppenführer und General der Waffen-SS. Er war erster Leiter des neu gegründeten Hauptamts SS-Gericht.

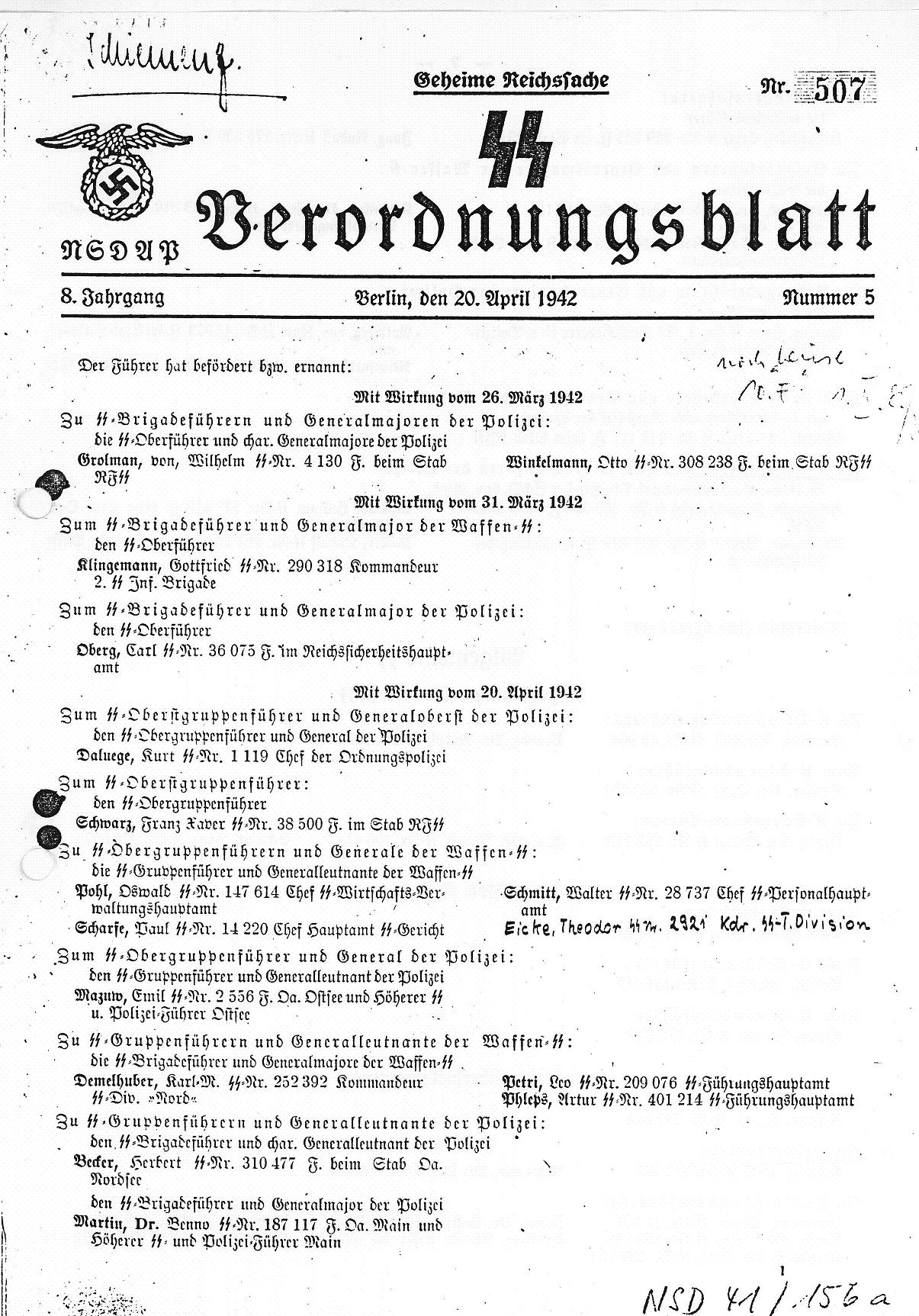
Beförderung zum SS-Obergruppenführer an Hitlers Geburtstag 1942 im SS-Verordnungsblatt

## Leben
Scharfe, Sohn eines Schulleiters, wurde nach der Absolvierung des Gymnasiums und der Kriegsschule 1897 Armeeleutnant. Er war Regimentskamerad von Paul Hausser, den er in den 1930er Jahren von der SA zur SS abwerben sollte.
Nach der 1903 erfolgten Heirat wurde er als Leutnant Reservist um in den Polizeidienst zu wechseln. Im Ersten Weltkrieg war er 1914/15 als Kompanie und Bataillonsführer an der polnischen Front eingesetzt. 1919 wurde er aus Polen ausgewiesen. 1921 wurde er in die Schutzpolizei in Halle übernommen, 1931 ging er als Oberstleutnant in Berlin in Pension.
Am 1. Oktober 1931 trat er der NSDAP (Mitgliedsnummer 665.697) und der SS (SS-Nr. 14.220) bei, bei der er Karriere machte.
Nach der „Machtergreifung“ wurde ihm im Juni 1933 die Leitung des von Heinrich Himmler neugeschaffenen SS-Gerichts in München übertragen, welches bis Juli 1935 dem SS-(Haupt)amt angegliedert war. Danach war diese Dienststelle dem Persönlichen Stab des Reichsführers SS unterstellt. Im Juni 1939 wurde er zum ersten Leiter des neu gegründeten Hauptamts SS-Gericht in München ernannt. Scharfe war rechtswissenschaftlich nicht vorgebildet.
„Der SS-Mann nimmt gegenüber dem einfachen PG natürlich eine Sonderstellung ein, insbesondere dadurch, dass er die Bewegung und ihre Führer nötigenfalls durch Hergabe seines Lebens zu schützen hat. Diese Sonderstellung […] hat selbstredend eine Sonderbehandlung des SS-Mannes im Gefolge.“
Am 20. April 1942 wurde er zum SS-Obergruppenführer und General der Waffen-SS ernannt. Er starb im Juli 1942 an einem Herzinfarkt. Sein Nachfolger und letzter Hauptamtschef wurde ab 15. August 1942 Franz Breithaupt.
Für seine Witwe wurde auf Himmlers Weisung das Haus des verstorbenen Schweizer Dichters Georg Binding in Starnberg (Herzog-Wilhelm-Straße 3) erworben.
Scharfe erhielt unter anderem 1914 das Eiserne Kreuz 2. Klasse, war Träger des Kriegsverdienstkreuzes 2. und 1. Klasse (jeweils mit Schwertern). Die SS zeichnete Scharfe mit dem Ehrenring („Totenkopfring“) aus, außerdem erhielt er den Ehrendegen des Reichsführers SS.